# Leucatomis incondita
Leucatomis incondita (лат.) — вид чешуекрылых из подсемейства совок-пядениц. Единственный представитель рода Leucatomis.

## Описание
Голова и грудь коричневые. Щупики самцов изогнуты вверх. Второй членик щупиков тонкий, гладкий, достигает темени. Третий членик на треть длиннее второго с пучком волосков на вершине. Усики опушенные. Голени передних ног с длинным отростком. Размах крыльев около 18 мм. Внешний край передних крыльев изогнут.

## Распространение
Вид встречается во Французской Гвиане.